# Stjepan Jimmy Stanić
Stjepan Jimmy Stanić  (Zagreb, 20. siječnja 1929.) hrvatski glazbenik, gitarist, pjevač te kontrabasist.
Debitantsku ploču Cowboy Jimmy snimio je slučajno, kao član Vokalnog ansambla Nikice Kalogjere. Zahvaljujući nadimku Jimmy (a ne obrnuto!), dopao ga je taj pseudo C&W švicarsko-njemačkog podrijetla kada ga je šef Nikica pozvao, našalivši se: "Đimi, imamo za tebe pjesmu po mjeri - Cowboy Jimmy!"

## Nepotpun popis ploča

### U životu svatko nekog voli
- Jugoton, 1965.

1. U životu svatko nekog voli
2. Kad cvjeta maj
3. Siesta-fiesta
4. Prolazi sve

### 1963
- izdavač - RTB

1. To je ljubav
2. Čekaću
3. Zlatne zvezde
4. St. tropez twist

### 1967 - Vinil - Jugoton
1. Bio sam konjušar cara

### 1982 - Ponoćni tango - Vječne melodije 1
1. Ponoćni tango
2. Sanjaj Marelo
3. Ne plači Danijelo
4. Kauboj Jimmy
5. Zlato
6. Vragoljanka
7. Pokloni svoj mi foto
8. Serenada gitara
9. Pjevaj balalajko
10. Dođi da te ljubim
11. Živjeti
12. Dimnjačar

### 1983 - To bješe davno već - Vječne melodije 2
1. Belle amie - (M. Kaben - S. Stanić - F. Justin)
2. Samo za me taj čar - (S. Stanić)
3. Sedam noći na moru - (S. Malek - S. Strahov - I. Justin)
4. Smetlar - (obr. S. Stanić)
5. Za jednu noć slatke ljubavi - (P. Kreuder - N. Neugebauer - I. Justin)
6. Violina u noći - (C. A. Bixio - V. Paljetak - F. Justini)
7. Valcer sreće - (E. di Lazzaro - N. Neugebauer - I. Justin)
8. Španija - (obr glazbe i teksta S. Stanić - aranžman F. Justin)
9. Piši mi - (G. Ramondo - N. Neugebauer - S. Stanić)
10. Bijeli jorgovan - (S. Romberg - D. Anderlon - S. Stanić)
11. Dalmatinko smeđa - (E. di Lazzaro - N. Neugebauer - I. Justin)
12. To bješe davno već - (Cahn - Styne - F. Silvin - F. Justin)
13. Zbogom ljubavi - (O. Olivieri - N. Neugebauer - F. Justin)

## Filmografija
- "In Magazin" (2019.)
- "Ne daj se, Floki" kao pjevač uvodne špice (1985.)
- "Ljubica" kao gost u restoranu (1978.)
- "Gravitacija ili fantastična mladost činovnika Borisa Horvata" kao gospodin s kišobranom (1968.)
- "Pukotina raja" kao pjevač (1959.)